# Republic Airways Holdings
Republic Airways Holdings è una holding che raggruppa 4 compagnie aeree statunitensi.
La sede della compagnia è situata a Indianapolis, Indiana (USA).

## Storia
La società nasce come Chautauqua Airlines, fondata nel 1973 a Jamestown, nello Stato di New York da Gloria e Joel Hall; quest'ultimo era stato un pilota della Mohawk Airlines.
La Chautauqua Airlines è stata una delle prime compagnie aeree a volare sotto accordo di code sharing, inizialmente con la Allegheny Airlines che in seguito divenne US Airways.
Nel 1988 una società affiliata alla Guarantee Security Life Insurance Company ha acquistato la compagnia aerea ma nel 1991 la Florida Department of Insurance ha rilevato la compagnia di assicurazione, rilevando anche la controllata compagnia aerea, a seguito della dichiarazione di insolvenza per la Guarantee Security Life Insurance Company.
L'8 maggio 1994 la Chautauqua Airlines ha scambiato le tratte con la Jetstream International, anch'essa di proprietà di USAir. La Chautauqua ha poi spostato il suo quartier generale a Indianapolis.
Nel 1996 la società è divenuta formalmente holding.
Il 15 maggio 1998, la Wexford Management, una società di investimenti di Greenwich, nel Connecticut, ha acquistato la società. La Wexford aveva anche posseduto la National Airlines e investito cospicuamente nella Midway Airlines. 
L'interesse della Wexford nelle compagnie aeree in difficoltà risale al 1995, quando acquistò le attività di MarkAir in un'asta fallimentare.
Il 26 maggio 2004, un IPO è stata lanciata sul listino NASDAQ con il simbolo RJET con la Wexford Management azionista di maggioranza.
La holding sfrutta il nome di Republic piuttosto che Chautauqua perché la Republic Airlines possiede una maggiore fama a livello nazionale anche se la prima Republic Airlines, oltre al nome, non ha legami storici con la nuova società.
Il 9 maggio 2005 ha acquisito Shuttle America, dalla Shuttle Acquisition LLC, affiliata della Wexford Management.
Nel settembre 2005, Republic Airways ha acquistato 113 slot all'aeroporto Ronald Regan di Washington, 24 all'aeroporto LaGuardia di New York, e 10 aeromobili Embraer 170 dalla US Airways mediante un accordo per il leasing di questi aeromobili alla US Airways. L'operazione è stata necessaria come recupero dal fallimento per la US Airways.
Il 31 luglio 2009 ha acquisito l'89% di Mokulele Airlines.
Il 31 luglio 2009 ha acquisito la Midwest Airlines da TPG Capital, compagnia con problemi finanziari, e il 1º ottobre 2009 ha acquisito la Frontier Airlines che era in fase di riorganizzazione insieme alla Lynx Aviation, della Frontier Airlines Holdings.
Il 13 aprile 2010, Republic Airways ha annunciato che Midwest Airlines e Frontier Airlines si uniscono un'unica compagnia aerea, mantenendo il nome di Frontier Airlines.
Il 23 ottobre 2009, ha annunciato una joint venture con Mesa Air Group per cui le rotte operate da Embraer 170 di Shuttle America vengono rimpiazzati dai Bombardier CRJ200 forniti da Mesa Airlines.

## Compagnie aeree

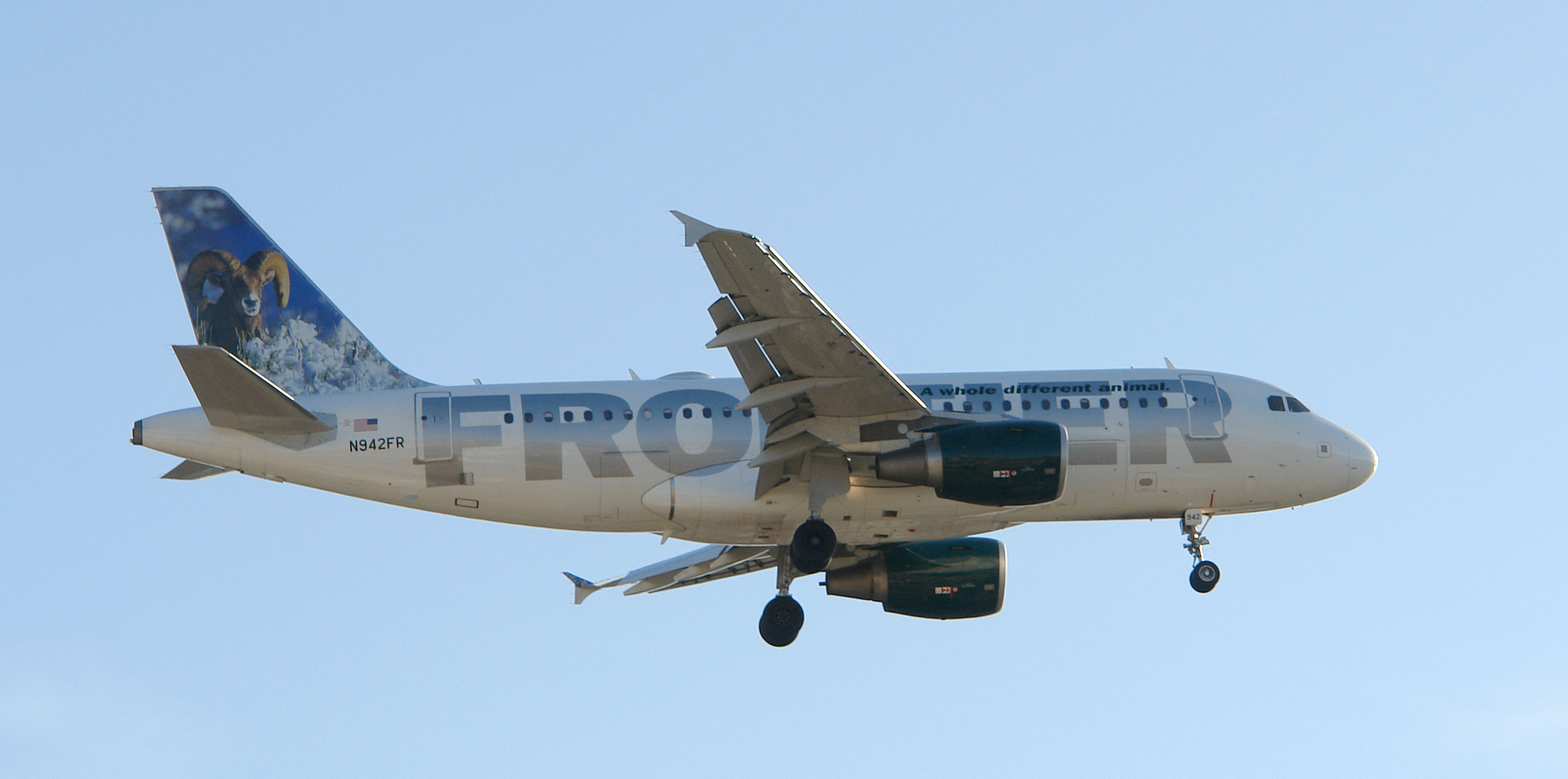
Un Airbus A320 della Frontier Airlines

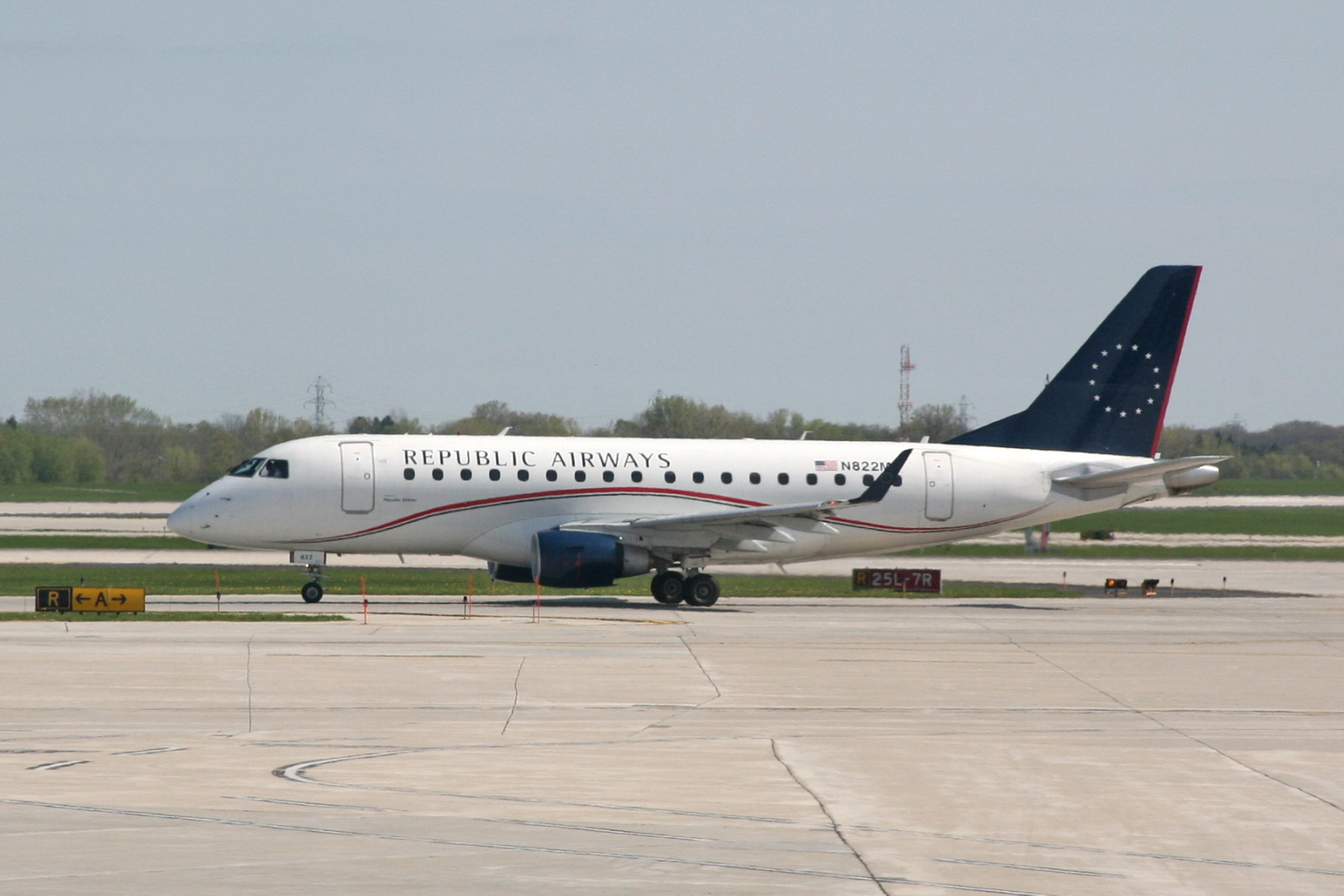
Un Embraer 170 della Republic Airlines in livrea Republic Airways Holdings

- Chautauqua Airlines
- Frontier Airlines
- Republic Airlines
- Shuttle America

## Flotta
La flotta delle compagnie della Republic Airways Holdings risulta composta dei seguenti aeromobili, a giugno 2011: